# محاولة انقلاب جماعة المسلمين
محاولة انقلاب جماعة المسلمين كانت محاولة للإطاحة بحكومة ترينيداد وتوباغو، بدأت يوم الجمعة 27 تموز 1990. على مدى ستة أيام، احتجزت جماعة المسلمين، وهي جماعة إسلامية، رهائن (بما في ذلك رئيس الوزراء أيه إن آر روبنسون ومسؤولين حكوميين آخرين) في البيت الأحمر [الإنجليزية] وفي مقر هيئة البث التلفزيوني الوطنية المملوكة للدولة، تلفاز ترينيداد وتوباغو (TTT) [الإنجليزية]. وفي الأول من أغسطس/آب، استسلم المتمردون. وقد وجهت إليهم تهمة الخيانة، لكن محكمة الاستئناف أمرت بالإفراج عنهم. قُتل أربعة وعشرون شخصًا وأصيب العديد من الأشخاص في محاولة الانقلاب.

## الخلفية

### النزاع على طريق موكورابو رقم 1
تأسست جماعة المسلمين في عام 1982 على يد ياسين أبو بكر، وهو شرطي سابق اعتنق الإسلام، وأنشأت الجماعة مجمعًا في رقم 1 طريق موكورابو في بورت أوف سبين، على أرض مملوكة لشركة مدينة بورت أوف سبين. في عام 1969، مُنحَت الملكية لجمعية الدعاة الإسلاميين (IMG) من حكومة ترينيداد وتوباغو، ولكن عملية النقل لم تكتمل أبدًا لأن الأرض كانت مملوكة للمدينة، وليس للحكومة المركزية. وفي عام 1984، أمرت المحكمة المسلمين بإخلاء العقار وهدم المباني التي بنوها دون تصريح تخطيطي، بما في ذلك مسجد غير مكتمل. رفض أبو بكر الامتثال وحُكم عليه بالسجن لمدة 21 يومًا بتهمة ازدراء المحكمة في عام 1985.

### حملة مكافحة المخدرات
في منتصف ثمانينيات القرن العشرين، أطلقَت جماعة المسلمين حملة ضد تجارة المخدرات غير المشروعة. تمكن أعضاء حركة جماعة المسلمين من طرد تجار المخدرات من "مناطق المخدرات" واستولوا على الكوكايين والماريجوانا والأسلحة. قاموا بتنظيم أعضائهم في قوة شبه عسكرية واستخدموا سمعتهم لتجنيد المزيد من الأعضاء، وخاصة بين الشباب الأفرو ترينيدادي [الإنجليزية] الساخطين في بورت أوف سبين.

## العواقب
وقد حُوكم أعضاء الجماعة الإسلامية الذين استسلموا بتهمة الخيانة، إلا أن محكمة الاستئناف أيدت العفو الذي عرض عليهم لتأمين استسلامهم، فأفرج عنهم. وفي وقت لاحق، ألغت اللجنة القضائية التابعة للمجلس الخاص [الإنجليزية] العفو، ولا توجد معلومات عن الاعتقال.
قُتل نحو 24 شخصًا خلال محاولة الانقلاب، بالإضافة إلى خسائر في الممتلكات تقدر بملايين الدولارات في ترينيداد وتوباغو. وكان من بين القتلى عضو البرلمان عن منطقة دييغو مارتن [الإنجليزية] سنترال، ليو ديس فيجنيس [الإنجليزية]. اعتبر كثير من الناس محاولة الانقلاب بمثابة نهاية لسلطة حكومة التحالف الوطني لإعادة الإعمار [الإنجليزية].
في أعقاب هجمات 11 أيلول في الولايات المتحدة، قامت شرطة ترينيداد وتوباغو بمداهمة ثلاثة مساجد دون وجود أي تهم أو أسلحة. في 22 سبتمبر/أيلول، اُحتجز أبو بكر واستُجوب لمدة ساعتين في مطار هيثرو بلندن أثناء توجهه إلى مؤتمر إسلامي في ليبيا. واتهمت الشرطة الترينيدادية المجموعة بتلقي أموال وتدريب من ليبيا والسودان. في العام نفسه، كشفت شرطة فلوريدا عن مؤامرة لتهريب 60 بندقية و10 رشاشات إلى الجماعة في ترينيداد.
وفي أواخر يوليو/تموز أو أوائل أغسطس/آب 2010، قضت المحكمة ببيع العديد من الممتلكات المملوكة للجماعة لتعويض تكلفة تدمير المباني في محاولة الانقلاب. عُينَت لجنة تحقيق للتحقيق في الأحداث المحيطة بمحاولة الانقلاب وأُطلقَت رسميًا في عام 2010. في 13 آذار 2014، قُدم التقرير النهائي إلى الرئيس أنتوني كارمونا.
خلص التحقيق إلى أن السبب المباشر لمحاولة الانقلاب كان ضعف التواصل من جانب فرع المباحث الخاص التابع لجهاز الشرطة، إذ أخفق في إبلاغ أجهزة الأمن الوطني بمعلومات استخباراتية امتدت لعامين تشير إلى احتمال تمرد من الجماعة ضد الحكومة. أما أولئك الذين وصلتهم المعلومات داخل جهاز الأمن الوطني، فإما قللوا من شأن التهديد أو تجاهلوه، مما حال دون اتخاذ تدابير مضادة. وأشار التحقيق أيضًا إلى أن الخسائر الناجمة عن الحرق العمد والنهب أثناء الانقلاب تقدر بنحو 450 مليون دولار ترينيدادي.

## الكتب والوسائط
أُنتجَت ثلاثة أفلام وثائقية حول محاولة الانقلاب:
1. كايسو في 27 يوليو (1991) (بالإنجليزية: Kaiso For 27 July): فيلم وثائقي مدته 22 دقيقة يتخلله حديث كاليبو عن العواقب بعد عام واحد.
2. الحصار (2008) (بالإنجليزية: SIEGE): فيلم وثائقي مدته 28 دقيقة يروي الرعب والشجاعة التي أظهرها الموظفون في TTT.
3. 1990 (2009): فيلم وثائقي مدته 23 دقيقة أنتجته قناة التلفاز السادس لسي سي إن [الإنجليزية] يستعرض الأحداث وشهادات بعض الرهائن.

وقد أُلفَت خمسة كتب عن محاولة الانقلاب:
1. استيلاء المسلمين على السلطة: العرق والدين والثورة في ترينيداد وتوباغو بقلم عالم السياسة سيلوين رايان [الإنجليزية].
2. "مجتمع تحت الحصار: دراسة في الارتباك السياسي والتصوف القانوني" بقلم عالم الجريمة البروفيسور راميش ديوساران، وكلاهما يوثق الخلفية والذروة والعواقب المباشرة لمحاولة الانقلاب.
3. أيام الغضب: انقلاب عام 1990 في ترينيداد وتوباغو، للصحفي راؤول بانتين [الإنجليزية]، يقدم رواية عن تجربته كأحد الرهائن في TTT.
4. 1990: الحساب الشخصي لصحفي تحت الحصار [11] بقلم الصحفي دينيس ماكومي الذي كان لديه مهمة إنسانية تتمثل في إعلام الجمهور طوال المحنة عبر محطة الراديو الوحيدة العاملة - راديو NBS 610AM / 100FM.
5. الهجوم بكل القوة [12] بقلم العميد المتقاعد أنسيل واين أنطوان الذي يوثق تجاربه أثناء وبعد محاولة الانقلاب بصفته رائدًا في فوج ترينيداد وتوباغو [الإنجليزية].

في 30 أيار 2014، أجرت فايس نيوز مقابلة مع ياسين أبو بكر حول دوره في محاولة الانقلاب.

## روابط خارجية
- تقرير لجنة التحقيق في محاولة الانقلاب عام 1990 نسخة محفوظة 10 October 2017 على موقع واي باك مشين.